# Ralls Janet (manzana)
Ralls Janet es una  variedad cultivar de manzano (Malus domestica). 
Un híbrido de manzana, de parentales desconocidos, que se originó en la granja de "Caleb Ralls" en el condado de Amherst, Virginia, EE. UU. Conocido por primera vez alrededor de 1800. Las frutas tienen una pulpa firme, crujiente y tierna con un sabor aromático levemente dulce y subácido. Zona de rusticidad según el departamento USDA, de nivel 5.

## Sinonimia
- "Giant Jeniton",
- "Indiana Janetting",
- "Jefferson Pippin",
- "Missouri Janet",
- "Never Fail",
- "Neverfail",
- "Ralls Genet",
- "Raule's Genet",
- "Rawl's Janet",
- "Rawle's Jennet",
- "Rawle's Jenneting",
- "Rawle's Jennette",
- "Rawles Janet",
- "Rawles' Jannet",
- "Red Never Fail,
- "Red Neverfail",
- "Rock Rimmon",
- "Rockremain",
- "Royal Janette",
- "Winter Genneting",
- "Yellow Janet",
- "Kokko".

## Historia
'Ralls Janet' es una variedad de manzana, híbrido documentado por vez primera como cultivado en los huertos del viverista "Caleb Ralls" en el condado de Amherst, Virginia, EE. UU. a fines del siglo XVIII. El resto es especulativo en gran medida y plausible por el hecho de que todos los implicados eran esencialmente vecinos. Cuenta la historia que Edmond-Charles Genet, el emisario francés a los EE. UU. en 1793/94, le dio algunos cortes de manzana de su Francia natal a Thomas Jefferson, entonces secretario de Estado de los Estados Unidos. Jefferson, a su vez, supuestamente le dio los esquejes a Caleb Ralls, que se encontraba al otro lado del río James en el condado de Amherst. Ralls los injertó rápidamente en algunos de sus patrones y los comercializó en toda la región. También fue vendido por los viveristas "Burford Brothers" y "Stark Brothers" bajo el nombre de Jeneton. Con su floración tardía resistente a las heladas, era una combinación perfecta para esa región y se hizo muy popular hasta principios de 1900, cuando los huertos comerciales buscaron variedades más nuevas y productivas. Debe considerarse una manzana de origen francés hasta que las pruebas de ADN puedan confirmar o negar positivamente su derivación.
'Ralls Janet' fue una de las 75 variedades de manzanas adquiridas por Japón en 1871 de los EE. UU. Y pronto se convirtió en la piedra angular de sus programas de mejoramiento de manzanas hasta que fue usurpada por Starking Delicious y Fuji, que es en sí misma un producto de ese programa.
'Ralls Janet' está cultivada en diversos bancos de germoplasma de cultivos vivos tales como en National Fruit Collection (Colección Nacional de Fruta) de Reino Unido con el número de accesión: 1953-133 y Nombre Accesión : Ralls Janet.

## Características
'Ralls Janet' árbol de extensión erguida, de vigor moderadamente vigoroso, portador de espuela. Tiene un tiempo de floración que comienza a partir del 13 de mayo con el 10% de floración, para el 18 de mayo tiene una floración completa (80%), y para el 26 de mayo tiene un 90% caída de pétalos. Presenta una floración muy profusa lo que hace necesario un adelgazamiento de los frutos para mantener un buen tamaño de fruta.
'Ralls Janet' tiene una talla de fruto de pequeño a medio; forma truncado cónica y bastante regular; con nervaduras débiles; epidermis con color de fondo es amarillo verdoso, con un sobre color rojo, importancia del sobre color medio-alto, y patrón del sobre color rayas / moteado, presentando un lavado con rosa y cubierto de franjas rojas rotas más oscuras en la cara expuesta al sol, profusamente marcado con pequeñas lenticelas blancas, "russeting" (pardeamiento áspero superficial que presentan algunas variedades) muy bajo; cáliz mediano, parcialmente abierto y colocado en una cuenca algo profunda y estrecha, ligeramente arrugada; pedúnculo de longitud media y grosor medio, colocado en una cavidad profunda y estrecha, con un ligero "russeting", ocasionalmente con una hinchazón carnosa a su lado; carne de color amarillento, tierna, de grano fino, crujiente y jugosa. Sabor alegre y con buen sabor.
Su tiempo de recogida de cosecha se inicia a finales de octubre. Se mantiene bien durante cinco meses en cámara frigorífica.

## Progenie
'Ralls Janet' es el Parental-Madre de la variedades cultivares de manzana:
- Fuji
- Kyokko
- Fukunishiki
- Shinko
- Amanishiki
- Horei
- Megumi
- New Fuji.

'Ralls Janet' es el Parental-Padre de la variedades cultivares de manzana:
- Fukutami

## Usos
Esta fue, hasta la década de 1920, una manzana de consumo fresco estadounidense ampliamente cultivada y popular. Todavía se cultiva, pero ahora está cerca de la escala que alguna vez fue. Excelente aditivo en la elaboración de sidras licuadas.
Conocida como 'Kokko' en Japón, la 'Ralls Janet', una excelente manzana para comer, para la elaboración de sidra, y culinaria por derecho propio, fue utilizada como el núcleo del programa de mejoramiento de manzanas de Japón que ha estado en curso durante más de un siglo.

## Ploidismo
Diploide, auto estéril. Grupo de polinización: E, Día 18.